# オラシオ・アグージャ
オラシオ・アグージャ（Horacio Agulla、1984年10月22日 - ）は、アルゼンチンの元ラグビー選手。

## プロフィール
- アルゼンチン・ブエノスアイレス出身。
- ポジションはウィング(WTB)、センター(CTB)、フルバック(FB)。
- 身長 182cm、体重 92kg
- アルゼンチン代表通算キャップ数は63。
- ラグビーワールドカップ2007・ラグビーワールドカップ2011・ラグビーワールドカップ2015のアルゼンチン代表に選ばれた[1]。
- バーバリアンズに選ばれたことがある[2]。
- 7人制アルゼンチン代表に選ばれたことがある。

## 略歴
USダクス、CAブリーヴ、レスター・タイガース、バース、カストル・オランピックを経て、2017年にインドゥ・クルブに加入。 
2018年、現役を引退した。 